# مورتال كومبات غولد
مورتال كومبات غولد (بالإنجليزية: Mortal Kombat Gold)‏ ، هي لعبة فيديو من نوع ألعاب قتال أنتجت ميدواي بتاريخ 9 سبتمبر 1999م، وطورت من قبل شركة يوروكوم البريطانية، وتعمل حصرياً على نظام دريم كاست.

## وصلات خارجية
- الموقع الرسمي
- Mortal Kombat Gold على موبي غيمز